# Đồng(II) perchlorat
Đồng(II) perchlorat là muối của đồng(II) và acid perchloric. Nó là tinh thể màu xanh lam hút ẩm, phổ biến nhất là đồng(II) perchlorat hexahydrat, Cu(ClO4)2·6H2O. Giống như nhiều perchlorat khác, nó là một tác nhân oxy hóa mạnh.

## Điều chế
Đồng(II) perchlorat có thể được điều chế bằng cách cho đồng(II) cacbonat hydroxide tác dụng với acid perchloric:
{\displaystyle \mathrm {Cu_{2}(OH)_{2}CO_{3}\cdot H_{2}O+4HClO_{4}\to 2Cu(ClO_{4})_{2}+4H_{2}O+CO_{2}\uparrow } }

## Hợp chất khác
Cu(ClO4)2 còn tạo một số hợp chất với NH3, như Cu(ClO4)2·4NH3 là tinh thể màu chàm đến tím, D = 1,952 g/cm³, Cu(ClO4)2·6NH3 là tinh thể màu dương hoặc dương nhạt, D = 1,6 g/cm³ hay Cu(ClO4)2·8NH3 là tinh thể màu dương.
Cu(ClO4)2 còn tạo một số hợp chất với CON3H5, như Cu(ClO4)2·2CON3H5 là tinh thể màu dương.
Cu(ClO4)2 còn tạo một số hợp chất với CON4H6, như Cu(ClO4)2·2CON4H6 là tinh thể màu xanh dương nhạt.
Cu(ClO4)2 còn tạo một số hợp chất với CSN3H5, như Cu(ClO4)2·2CSN3H5 là tinh thể màu đen tím.